# Maria Wörth
Maria Wörth (słoweń. Otok) – gmina w Austrii, w kraju związkowym Karyntia, w powiecie Klagenfurt-Land, położona nad jeziorem Wörthersee. Liczy 1528 mieszkańców (1 stycznia 2015).

## Współpraca
Miejscowości partnerskie:
- Aretxabaleta, Hiszpania
- Codroipo, Włochy
- Freising, Niemcy